# Rakov Potok
 Rakov Potok  falu Horvátországban Zágráb megyében. Közigazgatásilag Szamoborhoz tartozik.

## Fekvése
Zágrábtól 17 km-re délnyugatra, községközpontjától 9 km-re délkeletre fekszik. 

## Története
A falunak 1857-ben 397, 1910-ben 660 lakosa volt. Trianon előtt Zágráb vármegye Szamobori járásához tartozott. Régi plébániatemploma 1903-ban épült, plébániáját 1945-ben alapították. A templomot 1925-ben bővítették, 1930-ban a tornyát 7 méterrel magasították meg, 1968-ban pedig kis sekrestyét építettek hozzá. Története során több felújításon esett át. 1995-ben új plébániatemplom építését határozták el és még abban az évben lebontottak a régi templomot. Az új templom 2001-re készült teljesen el, ekkor szentelte fel Josip Bozanić zágrábi érsek. A plébániához három falu, Rakov Potok, Horvati és Kalinovice tartozik. Azelőtt az itteniek az okicsi Szent Márton plébániához tartoztak. A falunak  2011-ben 1131 lakosa volt.

## Lakosság
| Lakosság változása | Lakosság változása | Lakosság változása | Lakosság változása | Lakosság változása | Lakosság változása | Lakosság változása | Lakosság változása | Lakosság változása | Lakosság változása | Lakosság változása | Lakosság változása | Lakosság változása | Lakosság változása | Lakosság változása | Lakosság változása |
| ------------------ | ------------------ | ------------------ | ------------------ | ------------------ | ------------------ | ------------------ | ------------------ | ------------------ | ------------------ | ------------------ | ------------------ | ------------------ | ------------------ | ------------------ | ------------------ |
| 1857               | 1869               | 1880               | 1890               | 1900               | 1910               | 1921               | 1931               | 1948               | 1953               | 1961               | 1971               | 1981               | 1991               | 2001               | 2011               |
| 397                | 444                | 482                | 561                | 635                | 660                | 714                | 871                | 858                | 864                | 859                | 884                | 989                | 1005               | 1049               | 1131               |

## Nevezetességei
Jézus Szentséges Szíve tiszteletére szentelt plébániatemploma 1995 és 2001 között épült a régi templom helyén Božidar Blažević tervei szerint neoklasszicista stílusban . Harangtornya 15 méter magas. A plébánia a templomtól száz méterre az út túloldalán áll. 1958-ban építették, 1972-ben vásárolták meg a plébánia számára akkori tulajdonosától. A település új plébánia építését tervezi.

## Külső hivatkozások
- A település weboldala
- Szamobor hivatalos oldala
- Szamobor város turisztikai egyesületének honlapja